# Ціммерман Герман Карлович
Ціммерман Герман Карлович (нар. 26 лютого 1896, м.Севастополь — 1981, м.Миколаїв) — астроном, доктор фізико-математичних наук, професор.

## Біографія
Герман Карлович Ціммерман народився 1896 р. у м. Севастополь у родинні дрібного чиновника. У 1915 р. закінчив 1-у гімназію м. Миколаїв зі срібною медаллю. У 1918 р. вступив до Одеського університету, але в 1920 р. перевівся до Миколаївського інституту народної освіти, який закінчив у 1922 р. З 1915 р. розпочав трудову діяльність обчислювачем у Миколаївській обсерваторії. У 1920 р. його було обрано на посаду позаштатного астронома Миколаївської обсерваторії, а в 1924 р. радою астрономів Пулковської обсерваторії Г. К. Цімерман був вибраний на посаду ад'юнкт — астронома. З цього часу почав вести регулярні наукові спостереження, результатом яких стали каталоги схилів фундаментальних зірок 1925, 1930, 1935 років.
У 1936 р. йому було присуджено ступінь кандидата фізичних наук без захисту дисертації за сукупність наукових праць. З 1937 р. працював старшим науковим співробітником у Миколаївській обсерваторії АН УРСР.
Під час війни, рятуючись від переслідувань гестапо, перебрався до Полтави, де працював науковим співробітником Полтавської обсерваторії (жовтень 1943 — квітень 1945). Також завідував кафедрою математики в Полтавському інженерно-будівному інституті. У 1945 р. повернувся до Миколаєва на попереднє місце роботи. У 1947 р. йому було присвоєно учене звання старшого наукового співробітника, а в 1951 р. — присуджено учений ступінь доктора фізико-математичних наук.
У Миколаївському державному педагогічному інституті працював за сумісництвом з 1926 по 1958 рік — спочатку викладачем, потім доцентом, професором кафедри фізики. З 1964 р. за сумісництвом працював у Миколаївському кораблебудівному інституті. Г. К. Ціммерман — автор понад 30 наукових праць.